# Henri Loewel
 (juillet 2023).
Henri Loewel, né le 29 septembre 1795 à Munster et mort à Colmar le 8 septembre 1856, est un chimiste français spécialiste de la teinture et notamment de l’utilisation du chrome. À ce titre il est l’inventeur du vert solide de chrome. En dehors de son activité professionnelle, il occupe également des rôles politiques en tant que commandant de la garde nationale, conseiller municipal et adjoint au maire de Munster.

## Biographie
Le père d’Henri Loewel, Martin-Henri, est originaire de Poméranie et est arrivé dans les années 1780 en Alsace après avoir servi dans l’armée de Frédéric le Grand. Il travaille à Munster comme coloriste-chimiste pour André Frédéric Hartmann, avec lequel il devient apparenté, quoique lointainement, par son mariage avec Catherine-Salomé Meyer, demi-sœur de la belle-mère de celui-ci. De cette union naît Henri Loewel le 29 septembre 1795 à Munster. Son père ayant déjà soixante-six ans à sa naissance, l’enfant est encore jeune lorsque celui-ci décède en 1805, après avoir pris soin de confier son éducation à son parrain Frédéric Hartmann.
Henri Loewel passe les années suivantes chez un pasteur de Montbéliard avant d’entrer en 1809 au collège de Colmar. En parallèle il reçoit des cours particuliers de chimie dispensés par un chimiste des Manufactures Hartmann. Ses bons résultats en sciences lui permettent de poursuivre à partir de 1812 ses études à Paris sous la direction de Nicolas-Louis Vauquelin puis de Georges Cuvier et Louis Joseph Gay-Lussac. Il travaille également avec Michel-Eugène Chevreul sur les acides gras,.
De 1813 à 1815 Henri Loewel est engagé dans l’armée au 15e régiment de ligne, qui affronte les Anglais en Hollande. Après avoir été démobilisé il travaille brièvement comme clerc d’un avoué de Colmar, puis dans une pharmacie de Strasbourg. Chevreul le fait alors nommer directeur d’une manufacture de produits chimiques à Choisy-le-Roi, mais ayant informé Chevreul de la mauvaise santé financière de l’entreprise à son arrivée, celui-ci le recommande pour un autre poste à l’usine de couperose et d’alun Lancry de Pronleroy. Pendant cette période, il devient membre du Grand Orient de France,.
Henri Loewel retourne cependant dès 1819 en Alsace, où il devient le 19 septembre coloriste-chimiste aux Manufactures Hartmann, pour lesquelles il élabore le vert solide de chrome, un mélange de bleu indigo et de jaune de chrome. Il commence toutefois à montrer à partir de 1839 des signes de tuberculose, ce qui l’incite à faire un voyage à Enghien-les-Bains pour profiter des eaux thermales. Il quitte ensuite la France en juillet 1839 avec Henri Hartmann afin d’effectuer pour le compte des Manufactures Hartmann un long voyage professionnel au Royaume-Uni, où il doit visiter les installations industrielles et nouer des partenariats. Il profite également de son séjour pour fréquenter des colloques et des musées, ainsi que pour rencontrer des personnalités scientifiques et politiques,.
De retour à Munster le 18 octobre 1839, il reprend son travail de chimiste coloriste, mais sa tuberculose s’aggravant il doit y renoncer en 1844. Il ne fait alors plus que de la recherche, et les Hartmann lui construisent à cet effet un laboratoire en face de la manufacture du Graben, à proximité de la conciergerie. En parallèle il est nommé en 1843 commandant de la garde nationale de Munster, puis est élu conseiller municipal de cette ville ; il occupe brièvement la fonction de maire, mais y renonce au bout de quelques mois en raison de ses problèmes de santé. Il est également membre du conseil presbytéral et secrétaire du consistoire et joue dans l’orchestre municipal en tant que second violon,.
Sa santé ne s’améliorant pas malgré les cures à Enghien-les-Bains, Schinznach-Bad, Bad Homburg vor der Höhe et Bad Ems, il rédige son testament le 18 octobre 1853, puis quitte Munster quelques mois pour Colmar, dans l’espoir que le climat moins froid et humide réduira ses problèmes de santé. Le changement néanmoins sans effet et son état se détériore progressivement. Le 5 septembre 1856 il fait venir ses amis André Frédéric Hartmann et Henri Lebert et fait effectuer quelques corrections à son testament par lequel il cède l’ensemble de ses biens à la Ville de Munster pour qu’un hôpital soit construit dans la commune. Il décède le 8 septembre et est enterré le jour même au cimetière communal de Munster.

## Travaux scientifiques
Les travaux d’Henri Loewel portent principalement sur le chrome et ses dérivés, sur lesquels il fait de nombreuses publications dans les années  1840, ainsi que sur la cristallisation, sur laquelle il travaille dans les années 1850. Il étudie notamment la sursaturation des solutions salines et la cristallisation du sulfate de soude.

## Fonctions publiques
Le premier mandat auquel Henri Loewel est élu, en 1831, est celui de capitaine d’une compagnie de la garde nationale de Munster, dans laquelle se trouvent également Frédéric Kirschleger et Henri Lebert, avec lesquels il restera proche. En 1843, il devient commandant de la garde nationale de la commune et occupe toujours cette fonction lors de la révolution de 1848. Une circulaire préfectorale demandant d’adjoindre au conseil municipal des citoyens dévoués il est élu à bulletin secret avec dix-neuf autres munstériens qui se joignent aux dix-huit membres du conseil municipal. Dans la foulée il est nommé second adjoint au maire et démissionne de sa fonction de commandant de la garde nationale. Henri Loewel fait alors la jonction entre le maire Jean Ruhland et les Hartmann, qui sont propriétaires de la majeure partie de la ville. Dans les faits, le groupe parvient à maintenir le contrôle de la bourgeoisie sur la ville, les ouvriers étant soigneusement tenus à l’écart des événements politique.
Henri Loewel est nommé maire par la commission municipale après la démission de Jean Ruhland en mars 1848 et doit notamment gérer le problème de l’importante dette de la commune résultant de l’éclatement de la Communauté du Val Saint-Grégoire l’année précédente. Il est confirmé lors des élections municipales d’août 1848, mais démissionne le 14 août pour raison de santé}. Il reste conseiller municipal après cette date, mais n’intervient plus en politique, malgré les demandes de certains de ses amis qui l’incitent en vain à redevenir maire.

## Hommages
L’hôpital et une rue de la commune de Munster sont nommés en son honneur.